# Marie Peigerová
Marie Peigerová (31. srpna 1877 Praha – 29. října 1967 tamtéž) byla česká praktická lékařka, překladatelka a odborná publicistka; třetí promovaná doktorka medicíny v Čechách, historicky pátá promovaná česká lékařka, a patrně první lékařka se soukromou praxí v Brně, a vůbec na území Moravy.

## Život

### Mládí a studia
Narodila se v Praze jako prostřední ze tří dětí Ferdinanda Peigera (1842–1907), obchodníka, trafikanta a posléze úředníka České spořitelny, a jeho manželky Marie, rozené Chromé. Po absolvování měšťanské školy začala Marie studovat v Praze na nově otevřeném (1890) prvním soukromém dívčím gymnáziu ve střední Evropě Minerva. Gymnázium ukončila jako jedna z jeho prvních maturantek, závěrečné zkoušky složila v roce 1898.
Následně začala studovat medicínu na německé lékařské fakultě Karlo-Ferdinandovy univerzity v Praze, posléze přestoupila na českou medicínu. Až do roku 1900 docházely dívky na přednášky na hospitační studium (bez statutu řádné posluchačky); v roce 1900 bylo novým zákonem dívkám umožněno skládat zkoušky za celou dosavadní dobu studia.

### Lékařkou
21. března 1904 Marie Peigerová odpromovala a stala se tak teprve třetí v Čechách vystudovanou lékařkou, medička Anna Honzáková zde titul získala roku 1902. První dvě Češky, které se staly lékařkami ještě před ní (Bohuslava Kecková a Anna Bayerová), získaly titul doktorky medicíny mimo české území, na univerzitách ve Švýcarsku. Následně nastoupila na hospitaci na II. interní kliniku MUDr. Josefa Thomayera. Téhož roku byla jmenována sekundářkou Dětské nemocnice v Praze. Roku 1908 si v Praze zřídila soukromou praxi na adrese Palackého nábřeží č. 1954 na Novém Městě.
Roku 1910 se přesunula do Brna, kde si otevřela soukromou lékařskou praxi a zároveň nahradila odcházejícího MUDr. Jaroslava Elgarta ve funkci lékaře penzionátu dívčího školního penzionátu spolku Vesna. Stala se tak první ženou-lékařkou působící na Moravě.
Uveřejňovala také odborné články v lékařských časopisech, např. Časopise českých lékařů. Rovněž byla autorkou překladů z němčiny.

### Úmrtí[9]
Marie Peigerová zemřela 29. října 1967 v Praze, ve věku 90 let.